# Unirea (Dolj)
Unirea è un comune della Romania di 4 110 abitanti, ubicato nel distretto di Dolj, nella regione storica dell'Oltenia.